# Freocorus turgidus
Freocorus turgidus är en skalbaggsart som beskrevs av Hunt och Stefan von Breuning 1955. Freocorus turgidus ingår i släktet Freocorus och familjen långhorningar. Inga underarter finns listade i Catalogue of Life.